# Hearts of Darkness – Reise ins Herz der Finsternis
Hearts of Darkness – Reise ins Herz der Finsternis, auch bekannt als Hearts of Darkness – A Filmmaker's Apocalypse, ist ein amerikanischer Dokumentarfilm von 1991 über die Produktion von Apocalypse Now, einem Antikriegsfilm zum Vietnamkrieg von Regisseur Francis Ford Coppola aus dem Jahr 1979.

## Handlung
Hearts of Darkness beschreibt, wie Produktionsprobleme – darunter schlechtes Wetter, der schlechte Gesundheitszustand der Schauspieler und andere Probleme – die Dreharbeiten zu Apocalypse Now verzögerten, die Kosten in die Höhe trieben und beinahe das Leben und die Karriere des Regisseurs Francis Ford Coppola zerstörten.
Der Dokumentarfilm wurde von Coppolas Frau Eleanor Coppola begonnen, die das Material hinter den Kulissen erzählte. 1990 übergab Coppola ihr Material an zwei junge Filmemacher, George Hickenlooper und Fax Bahr (Co-Creator von MADtv), die daraufhin neue Interviews mit der Originalbesetzung und der Crew drehten und diese mit Eleanor Coppolas Material zusammenschnitten. Nach einem Jahr Schnittarbeit präsentierten Hickenlooper, Bahr und Coppola ihren Film auf den Internationale Filmfestspiele von Cannes 1991 in der Sektion Un Certain Regard.
Der Titel ist abgeleitet von der Novelle Herz der Finsternis von Joseph Conrad aus dem Jahr 1899, dem Ausgangsmaterial für Apocalypse Now.

## Auszeichnungen
Hearts of Darkness wurde zuerst im US-amerikanischen Kabel-Bezahlfernsehen Showtime ausgestrahlt und gewann mehrere Preise in der Kategorie TV und Dokumentarfilm:
- National Board of Review Award 1991 für den besten Dokumentarfilm (1991)
- American Cinema Editors 1992 in der Kategorie „Bester Schnitt bei einem Dokumentarfilm (TV)“
- International Documentary Association Award 1992
- Kansas City Film Critics Circle Award/Bester Dokumentarfilm 1992
- Academy of Television Arts & Sciences 1992
  - Outstanding Individual Achievement - Informational Programming - Directing
  - Outstanding Individual Achievement - Informational Programming - Picture Editing

## Veröffentlichungen
Hearts of Darkness wurde 1992 von Paramount Home Video auf VHS und LaserDisc veröffentlicht, weitere Wiederveröffentlichungen erfolgten 1994 und 1998. Paramount veröffentlichte den Film später am 20. November 2007 auf DVD. Diese Version enthält eine Kommentarspur sowohl von Eleanor als auch von Francis Ford Coppola, die separat aufgezeichnet wurde, sowie eine Bonusdokumentation mit dem Titel Coda, über Coppolas Film Jugend ohne Jugend.
Der Dokumentarfilm ist auch auf Blu-ray in den Editionen Full Disclosure (2010) und Final Cut (2019) von Apocalypse Now erhältlich.

## Nachwirkung
Ein Zitat aus dem Coppola-Interview, das am Anfang des Films gezeigt wird („Wir waren im Dschungel, wir waren zu Viele, wir hatten Zugriff auf zu viel Geld, zu viel Ausrüstung, und nach und nach wurden wir wahnsinnig“) ist als Sampling in UNKLEs Song „UNKLE Main Title Theme“, und auch im Cabaret Voltaire-Song „Project 80“ (als Teil eines größeren Samples aus diesem Interview).
In der Zeichentrickserie Animaniacs war die Episode „Hearts of Twilight“ eine Parodie auf die Dokumentation.
Im TV-Comedy Community bezieht sich dieser in der Episode „Documentary Filmmaking: Redux“ auf den Dokumentarfilm, in der zwei Charaktere sagen „Hearts of Darkness ist viel besser als Apocalypse Now“.
Im DVD-Kommentar von Good Will Hunting verraten Matt Damon und Ben Affleck, dass Casey Afflecks Zeile „I swallowed a bug“ (Ich habe einen Käfer verschluckt) eine Anspielung auf Marlon Brandos Zeile in der Dokumentation ist. In dem Joss-Whedon-Spielfilm Serenity – Flucht in neue Welten hat River Tam die gleiche Zeile.
Fürs Marketing der Actionkomödie Tropic Thunder wurde 2008 ein Kurzfilm „Regen des Wahnsinns“ veröffentlicht, der sowohl Hearts of Darkness als auch Apocalypse Now parodiert.
Die Zeichentrickserie Eek! The Cat hat auch eine Parodie-Episode „Eekpocalypse Now!“ Staffel 2, Episode 5A.